# Margret Uebber

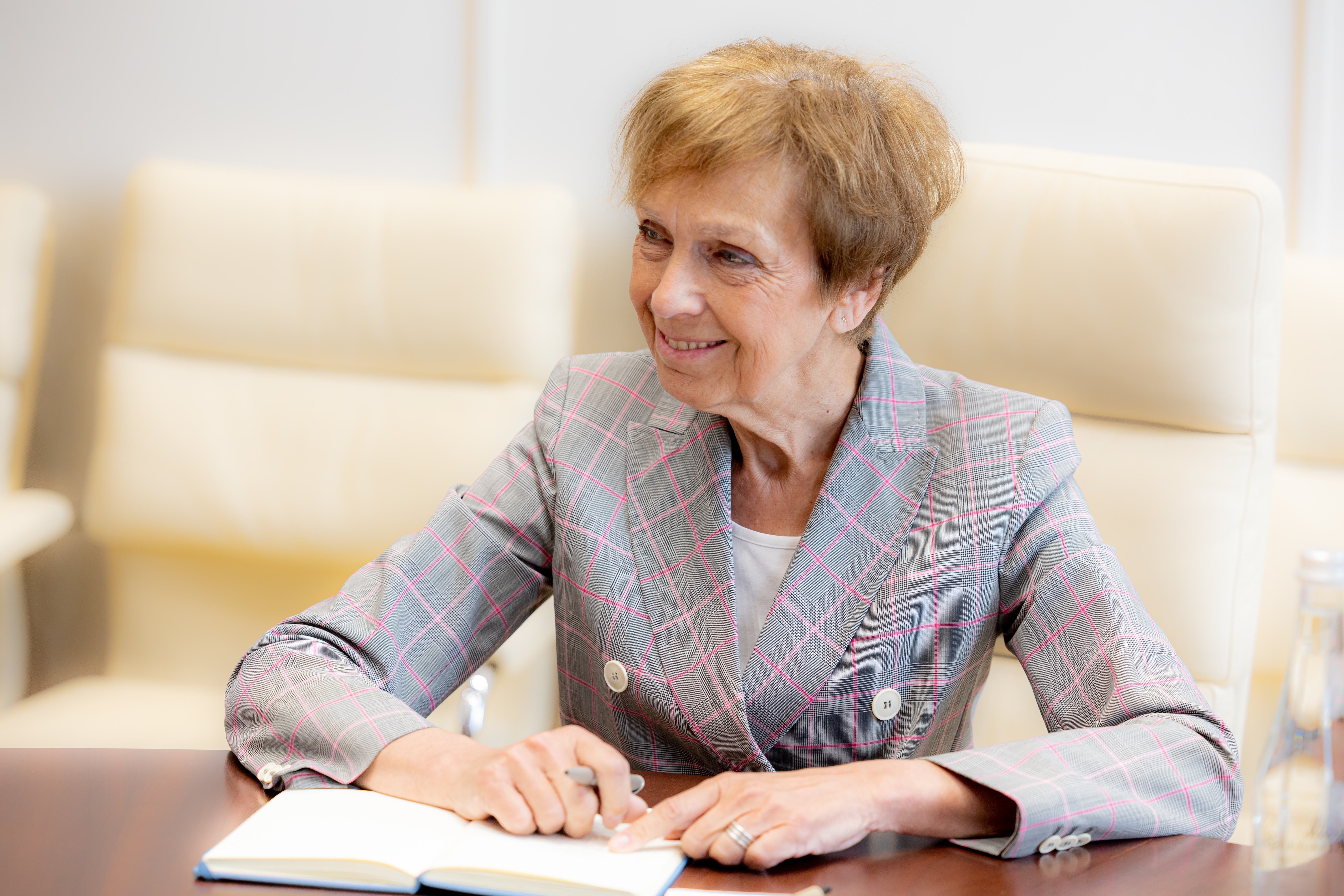
Margret Uebber, 2024

Margret Uebber (* 11. Januar 1959 in Krefeld) ist eine deutsche Diplomatin. Sie ist seit September 2022 Botschafterin in der Republik Moldau. Vorher war sie Botschafterin in Sarajewo (Bosnien und Herzegowina).

## Laufbahn
Nach dem Abitur absolvierte Margret Uebber von 1977 bis 1980 die Ausbildung für den gehobenen Auswärtigen Dienst. Es folgten Posten an den Botschaften Ottawa (1980–1984), Budapest (1984–1987), Damaskus (1987–1990) und Bangkok (1990–1992) bevor sie 1992 den Vorbereitungsdienst für den höheren Auswärtigen Dienst begann. Nach Abschluss wurde sie von 1994 bis 1997 im Auswärtigen Amt eingesetzt.
1997 ging Uebber als Ständige Vertreterin des Botschafters nach Skopje und kehrte im Jahr 2000 zurück in das Auswärtige Amt. Es folgten Aufgaben im Sekretariat des Beauftragten des Hohen Repräsentanten bei der EU Skopje (2002–2003) und bei der Ständigen Vertretung der Bundesrepublik Deutschland bei der OSZE Wien (2003–2006). Danach war Uebber von 2006 bis 2010 stellvertretende Referatsleiterin im Auswärtigen Amt, ging dann von 2010 bis 2013 an die Botschaft Peking. Nach einer weiteren Zeit im Auswärtigen Amt, diesmal als Referatsleiterin, übernahm sie 2016 die Leitung der Botschaft Aschgabat (Turkmenistan). Sie blieb dort bis 2019 und war dann von 2019 bis 2022 Botschafterin in Bosnien und Herzegowina.
Seit 2022 ist sie mit der Leitung der Botschaft Chișinău beauftragt und außerordentliche und bevollmächtigte Botschafterin in der Republik Moldau.
Margret Uebber ist ledig.

## Quelle
- Lebenslauf. In: Webseite der Deutschen Botschaft Chisinau. Abgerufen am 10. November 2019.